# Трихлорид фосфору
Хлори́д фо́сфору(III), також трихлори́д фо́сфору — сполука фосфору і хлору, що має формулу PCl3 та структуру тригональної піраміди. Це важливий для хімічної індустрії реагент, що використовується в синтезі органічних сполук.

## Отримання
Світове виробництво трихлориду фосфору вимірюється сотнями тисяч тон в рік. Промислово його отримують продуванням хлору крізь розчин білого фосфору в самому PCl3, з поступовим виведенням PCl5 з системи, щоб запобігти подальшому окисненню в пентахлорид.
{\displaystyle \mathrm {P_{4}+6Cl_{2}\rightarrow 4PCl_{3}} }

## Хімічні властивості
Формальним ступенем окиснення фосфору в PCl3 є +3. Атом фосфору в PCl3 доволі сильно збіднений електронами і в більшості реакцій виступає електрофільним центром. Це також підтверджує хімічний зсув ядер 31P в ЯМР, який становить близько +220 ppm, що відповідає дуже низькій електронній густині на атомі фосфору порівняно з іншими сполуками.
В зв'язку з сильним позитивним зарядом на атомі фосфору PCl3 легко вступає в реакції електрофільного заміщення:
{\displaystyle \mathrm {3C_{6}H_{5}OH+PCl_{3}\longrightarrow (C_{6}H_{5}O)_{3}P+3HCl} }
{\displaystyle \mathrm {6Et_{2}N+PCl_{3}\longrightarrow (Et_{2}N)_{3}P+3Et_{2}NHCl} }
Реакція з водою відбувається бурхливо, з сильним виділенням тепла та утворенням фосфористої та хлороводневої кислот:
{\displaystyle \mathrm {3H_{2}O+PCl_{3}\longrightarrow H_{3}PO_{3}+3HCl} }
Ця реакція я причиною того, що трихлорид фосфору димить на повітрі і має характерний різкий кислотний запах.
Разом з тим із аліфатичним спиртами за відсутності основи реакція протікає дещо іншим чином:
PCl3 + 3EtOH → (EtO)2P(O)H + 2HCl + EtCl
Заміщення всіх трьох атомів хлору на алкоксильні групи можливе в присутності основи:
PCl3 + 3EtOH + 3R3N → P(OEt)3 + 3R3NH+Cl−

### Реакції окиснення
PCl3 — вихідна сполука при промисловому отриманні багатьох похідних фосфору (+5). Зокрема, він легко приєднує хлор, перетворюючись на пентахлорид фосфору:
{\displaystyle \mathrm {PCl_{3}+Cl_{2}\rightarrow PCl_{5}\ \rightleftharpoons \ [PCl_{4}]^{+}[PCl_{6}]^{-}} }
або реагує з кисенем чи сіркою утворюючи оксохлорид і тіооксохлорид фосфору:
{\displaystyle \mathrm {2PCl_{3}+O_{2}\rightarrow 2POCl_{3}} }
{\displaystyle \mathrm {8PCl_{3}+S_{8}\rightarrow 8PSCl_{3}} }

## Застосування
PCl3 використовується для виробництва PCl5, POCl3 та PSCl3 за реакціями окиснення описаними вище. Ці речовини, в свою чергу, використовують для виробництва багатьох інших продуктів хімічного синтезу.
PCl3 є також вихідною речовиною при отриманні трифенілфосфіну за реакцією з PhMgBr.
Як реагент органічного синтезу PCl3 широко використовується для перетворення первинних спиртів в алкілхлориди, органічних кислот в їхні хлорангідриди.

## Токсичність й обмеження
PCl3 — сильно токсична речовина. За низької концентрації дія її парів нагадує вдихання парів хлороводневої кислоти й викликає схожі подразнення слизових оболонок. Трихлорид фосфору ефективно розкладається 10 % розчином гідрокарбонату натрію.
Обіг та промислове виробництво PCl3 регулюється міжнародною конвенцією про хімічну зброю. Окрім того, згідно законодавства України PCl3 належить до прекурсорів наркотичних речовин.

## Історія
Вперше трихлорид фосфору отримали в 1808 р. французькі хіміки Жозеф-Луї Гей-Люссак і Луї Жак Тенар нагріваючи хлорид ртуті(I) (Hg2Cl2) з фосфором в надії отримати сухий хлороводнь.  Кілька місяців після того, англійський хімік Гемфрі Деві описав утворення рідкого трихлориду фосфору та білого кристалічного пентахлориду фосфору при спалюванні фосфору у атмосфері хлору (який він називав "oxymuriatic acid gas").